# Winter/Reflections
Pour les articles homonymes, voir Winter.
Albums de Boyz II Men
Throwback, Vol. 1
(2004) The Remedy
(2006)
Winter/Reflections est un album de Noël du groupe de RnB Boyz II Men. Il sortit uniquement en Asie et n'apparut donc jamais dans les classements européens et américains.

## Liste des titres

### Reflections
1. "I've Been Searchin'" (Chemistry)
2. "Will" (Mika Nakashima)
3. "Flowers Bloom" (Kobukuro)
4. "Snow White" (Keisuke Kuwata)
5. "Song For You" (Exile)
6. "Will (A Cappella)"

### Winter
1. "(Overtune) This Christmas"
2. "Little Drummer Boy"
3. "Merry Christmas Darling"
4. "O come, O come, Emmanuel"
5. "God Rest Ye Merry Gentlemen"
6. "What Child Is This?"
7. "The Christmas Song"
8. "This Christmas (A Cappella)"